# Kiffin
Kiffin (arab. كفين) – wieś w Syrii, w muhafazie Aleppo. W 2004 roku liczyła 1304 mieszkańców.